# Zang Tu
En aquest nom xinès, el cognom és Zang.
Zang Tu (mort el 202 aEC) va ser un senyor de la guerra xinès que va viure durant el període de la tardana Dinastia Qin i els principis de la Dinastia Han Occidental de la història xinesa.

## Biografia
Zang va ser originalment un general militar servint sota Han Guang, el rei de Yan. Al voltant del 207 aEC, quan les revoltes van esclatar per enderrocar a la Dinastia Qin, Zang va ser enviat a dirigir un exèrcit per assistir a les forces rebels de Zhao, les quals estaven sent atacades per l'exèrcit de Qin dirigit per Zhang Han. Després de la derrota de les forces de Qin a la batalla de Julu, Zang es va unir a l'exèrcit rebel de coalició que era sota el comandament del Xiang Yu de Chu, i va seguir Xiang mentre lluitaven de camí a Xianyang, ciutat capital de Qin.
En el 206 aEC, després de la caiguda de la Dinastia Qin, Xiang Yu va dividir l'antic Imperi Qin en els Divuit Regnes i va nomenar a Zang com el Rei de Yan. Part de l'antic regne de Yan va ser concedida a Han Guang, que va ser nomenat per Xiang com Rei de Liaodong. Zang va tornar a Yan i va tractar de forçar a Han de traslladar-se al seu feu assignats, però aquest no va accedir a complir l'establert. Com a resultat, Zang n'atacà a Han i el va matar a Wuzhong, convertint-se així en rei del regne unificat de Yan.

## Descendents
Zang va tenir un fill dit Zang Yan (臧衍), que va escapar per unir-se als xiongnu després que el seu pare va morir.
La neta de Zang, Zang Er (臧兒), es va casar amb Wang Zhong, i va tenir una filla dita Wang Zhi. Wang Zhi va esdevenir la segona esposa de l'Emperador Jing de Han i va donar a llum al futur Emperador Wu de Han.